# فیلم هیولایی
در مطالعات ژانری، فیلم هیولایی (انگلیسی: Monster movie)، گونه‌ای داستانی در فیلم‌های سینمایی است که زیرمجموعه ژانر فاجعه محسوب می‌شود و تمرکز روایت در آن بر روی مقابله شخصیت‌های داستان با یک یا چندین هیولا است. هیولاهای تصویرشده در این فیلم‌ها انواع بسیار مختلفی دارند. فیلم‌های هیولایی جزو آن دسته از آثاری هستند که می‌توانند با ژانرهای بسیاری از جمله ژانر اکشن، ترسناک، فانتزی، علمی تخیلی یا حتی کمدی ترکیب شوند. فیلم‌های هیولایی معمولاً از ادبیات ترسناک یا باورهای عامیانه همچون  موجودات افسانه‌ای برای طراحی داستان خود الهام می‌گیرند.
با وجود اینکه در فیلم‌های هیولایی، هیولای تصویرشده عموماً در مقابل شخصیت‌های انسان قرار دارد اما لزوماً نمی‌شود آن‌ها را آنتاگونیست تلقی کرد. مواجه هیولا و انسان در این گونه آثار به نوعی تقابل انسان با خشم طبیعت است و در بیشتر موارد هدف فیلم‌ساز آن است که تماشاگر با هیولا احساس همذات‌پنداری کند.
ژانر هیولایی از قدمت بسیار بالایی در تاریخ سینما برخوردار است. از جمله نخستین و مشهورترین آثار این ژانر می‌توان به فیلم کینگ کونگ (۱۹۳۳) اشاره کرد که به سرعت به نماد فرهنگی تبدیل شد. تعداد بسیار زیادی فیلم با محوریت کینگ کونگ ساخته شده که بازسازی سال ۲۰۰۵ این فیلم به کارگردانی پیتر جکسون هم با فروش خوبی بسیار خوبی در گیشه مواجه شد و هم تحسین منتقدان را کسب کرد. سری فیلم‌های گودزیلا از دیگر آثار مشهور در گونه هیولایی هستند.
با گسترش تکنولوژی و پیشرفت جلوه‌های ویژه، ساخت آثار هیولایی نیز وارد دوران جدید شد. در سال ۱۹۹۳ و با ساخته شدن فیلم پارک ژوراسیک که از تکنولوژی سی‌جی‌آی برای خلق دایناسورها استفاده کرده بود انقلابی در این ژانر ایجاد شد. از مشهورترین فیلم‌های هیولایی در سال‌های اخیر می‌توان به سری فیلم‌های بیگانه، یک مکان ساکت، کلاورفیلد، گودزیلا: سلطان هیولاها و کونگ: جزیره جمجمه را نام برد.